# Magyar Kempo Szövetség
A Magyar Kempo Szövetség a kempósok magyarországi sportszervezete. Koordinálja a különböző szintű magyar felnőtt és utánpótlás-bajnokságok megrendezését, számos esetben a személyi és tárgyi feltételek megteremtetését. Lebonyolítja a központi edzőtábort, és biztosítja a válogatott részvételét a világ- és Európa-bajnokságokon. Egyúttal erős kontrollal bír a sport fair play szellemiségének megtartása, valamint a sportolók testi épségét védelmező szabályok betartása felett.

## Sikerek
A Magyar Kempo Szövetség tagjai több száz érmet gyűjtöttek rangos hazai és nemzetközi tornákon ez elmúlt esztendők során. Számos világ- és Európa-bajnokot, világkupagyőztest neveltek ki az MKSZ-hez tartozó sportegyesületek. A Nemzetközi Kempo Szövetség életében nagyon aktív szerepet tölt be Magyarország: 2014-ben és 2018-ban világbajnokságot, 2015-ben Európa-bajnokságot rendezett. Előbbin ezüst, utóbbin aranyérmes lett a magyar válogatott. Lacza Ádám Illés, a szövetség elnöke egyben a nemzetközi szervezet alelnöke is.

## Kempoklubok Budapesten és Magyarország más területein
Számos sportegyesület teljes értékű tagja a Magyar Kempo Szövetségnek, amelyek közül több nagyon sikeres klub Fejér és Pest megyében működik. Vezetőik a kempo fekete öves mesterei, akik nagy tapasztalattal rendelkeznek, és alázatos szakmai műhelymunkájuk példaértékű.
Kempoklubok a fővárosban:
- Budapest Top Team
- PDM Gym HSE
- Hegyvidék Harcosai Küzdősport Akadémia
- Pitbull Team Soroksár SE
- RKSZ Gazdagréti Kempo Szakosztály

Kempoklubok vidéken:
- Bicskei Harcosok Kempo HSE
- Budajenő Kempo Klub
- Budakeszi Kempo Iskola
- East Warriors MMA Gym
- Eötvös DSE
- Felcsúti Fehér Tigrisek Kempo HSE
- Fighting Kempo Esztergom-Kertváros
- Hegyvidék Harcosai Küzdősport Akadémia (Budapest, XII. kerület)
- Herceghalmi Kempo Dojo SE
- Jász Kempo Karate Klub
- MyGym Harcművészeti és Sportcentrum SE
- Pomázi Harcművészeti Sport Alapítvány
- SZTE EHÖK SE
- Újfehértói Kempo HSE
- Yang Tang Do Karate Karácsonyi Harcművész SE
- Veresegyházi Küzdősport Klub